# Ямбурово
 Ямбурово  — опустевший поселок в Балтасинском районе Татарстана. Входит в состав Кугунурского сельского поселения.

## География
Находится в северо-западной части Татарстана на расстоянии приблизительно 26 км на север-северо-восток по прямой от районного центра поселка Балтаси у речки Кугуборка.

## История
Основан в XVIII веке, сначала назывался Красный Ключ (до начала XX века).

## Население
Постоянных жителей было: в 1859—162, в 1884 — 98, в 1926 — 90, в 1938—109, в 1949 — 71, в 1958 — 38, в 1970 — 40, в 1979 — 15, в 1989 — 3, в 2002 году 1 (мари 100 %), в 2010 году 0.